# Equipamento de mergulho

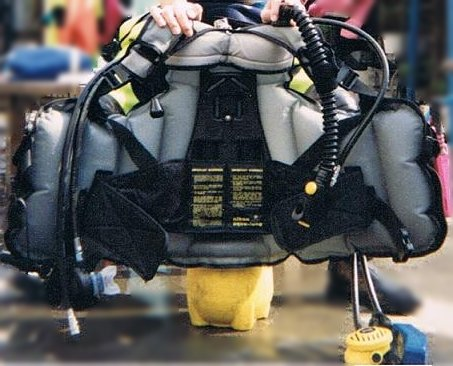
Colete Equilibrador ou BCD, com Regulador e Octopus acoplados ao cilindro de ar comprimido

O equipamento de mergulho é composto pelos seguintes elementos:

## Snorkel
Snorkel é um tubo, de aproximadamente trinta centímetros e um diâmetro não muito largo, para que não se respire ar empobrecido em oxigênio (O2) pela expiração anterior, contém um bocal e permite respirar o ar do ambiente pela boca, sem levantar a cabeça da água e também permite quando necessário, que se respire à superfície sem consumir ar da garrafa. Existem Snorkel com e sem válvulas, as válvulas apenas ajudam na hora de expulsar a água da tubulação.
O tubo com válvula autodrenante não é muito aconselhável para a caça submarina, visto que o ruído que este faz com uma pequena quantidade de água ou saliva no seu interior é suficiente para chegar ao ouvido do peixe e assustá-lo.

## Máscara de mergulho
A Máscara de mergulho dá uma visão nítida do fundo do mar ao mergulhador, porque os raios de luz não podem ser focados sem a presença de uma camada de ar antes do olhos, permitida pela máscara. Outro efeito curioso da visão do mar é o aumento e a aproximação aparentes dos objetos em proporção cerca de 25% maior e até 2/3 mais perto que a realidade. Desse modo, se um mergulhador contar que viu um peixe de um metro, deve-se entender algo em torno de 75 centímetros. Efeito conhecido como refração.

## Barbatanas
Uma vez que não se utilizam os braços na natação subaquática, o movimento das pernas é o responsável pelo deslocamento do mergulhador.
Feitas de borracha ou silicone, as barbatanas podem ser basicamente de dois modelos: de calcanhar aberto, o que quase sempre exige o uso de uma bota por dentro da barbatana; e a de calcanhar fechado.
De tamanhos variáveis, conforme a utilização, como regra temos as de tamanho grande (jumbo), para o mergulho livre, uma vez que se exige maior velocidade do mergulhador para atingir a profundidade desejada, já que não há suprimento de ar além dos limites dos pulmões; e as menores e mais largas, que proporcionam maior força, o que é necessário quando se nada com equipamento completo (roupa, cilindro, colete, cinto de lastro).

## Lastro
Equipamento utilizado para compensar a flutuabilidade causada principalmente pela roupa isolante.
A quantidade de lastro varia de mergulhador para mergulhador. Essa quantidade depende da densidade do corpo do mergulhador, os músculos sendo mais densos que a massa gorda, do treino do mergulhador, iniciantes tendo mais dificuldade em controlar a sua flutuabilidade pela respiração precisam de mais lastro, e sobretudo depende da espessura da roupa de neoprene do mergulhador. A única forma de calcular o lastro ideal de cada um é testando na água, adicionando chumbo no cinto do mergulhador na superfície: segurando uma inspiração normal, deve ter a água ao nível dos olhos, e expirando a fundo deve baixar sem esforço. Teoricamente usa-se de 1 kg por cada 10 de massa corporal do mergulhador.
O lastro apresenta-se por norma na forma chumbo dada a sua densidade, tanto em blocos revestidos ou não, ou em sacos. Utiliza-se recorrendo a um cinto de lastro (blocos) ou integrado no colete flutuador (blocos ou sacos).

## Colete Equilibrador ou BCD
O Colete BCD (BCD-buoyancy compensator device) é necessário para manter uma flutuabilidade perfeita do mergulhador.
O colete BCD é formado por um colete com bolsas que se insufla de ar na medida em que o mergulhador acciona um botão próprio (botão insulador), ligado a uma mangueira de baixa pressão ao cilindro.
Insuflando o colete o mergulhador controla a sua flutuabilidade, sendo ela neutra ou positiva.
Desinsuflando o colete o mergulhador controla a sua flutuabilidade, senda ela neutra ou negativa.
Para desinsuflar o colete recorre ao botão desinsuflador.
Tanto o botão de insuflar como desinsuflar se encontram na traqueia do colete.
O colete dispõem ainda de 4 válvulas às quais se recorre para tirar ar, colocadas em local estratégico, por forma a que se possa sempre tirar ar independentemente da posição do mergulhador.
Existem diferentes tipos de coletes usados no mergulho.
São eles o colete tipo jacket, semiasa e asa.
Esta explicação serve para o colete jacket e semiasa.

## Regulador e Octopus

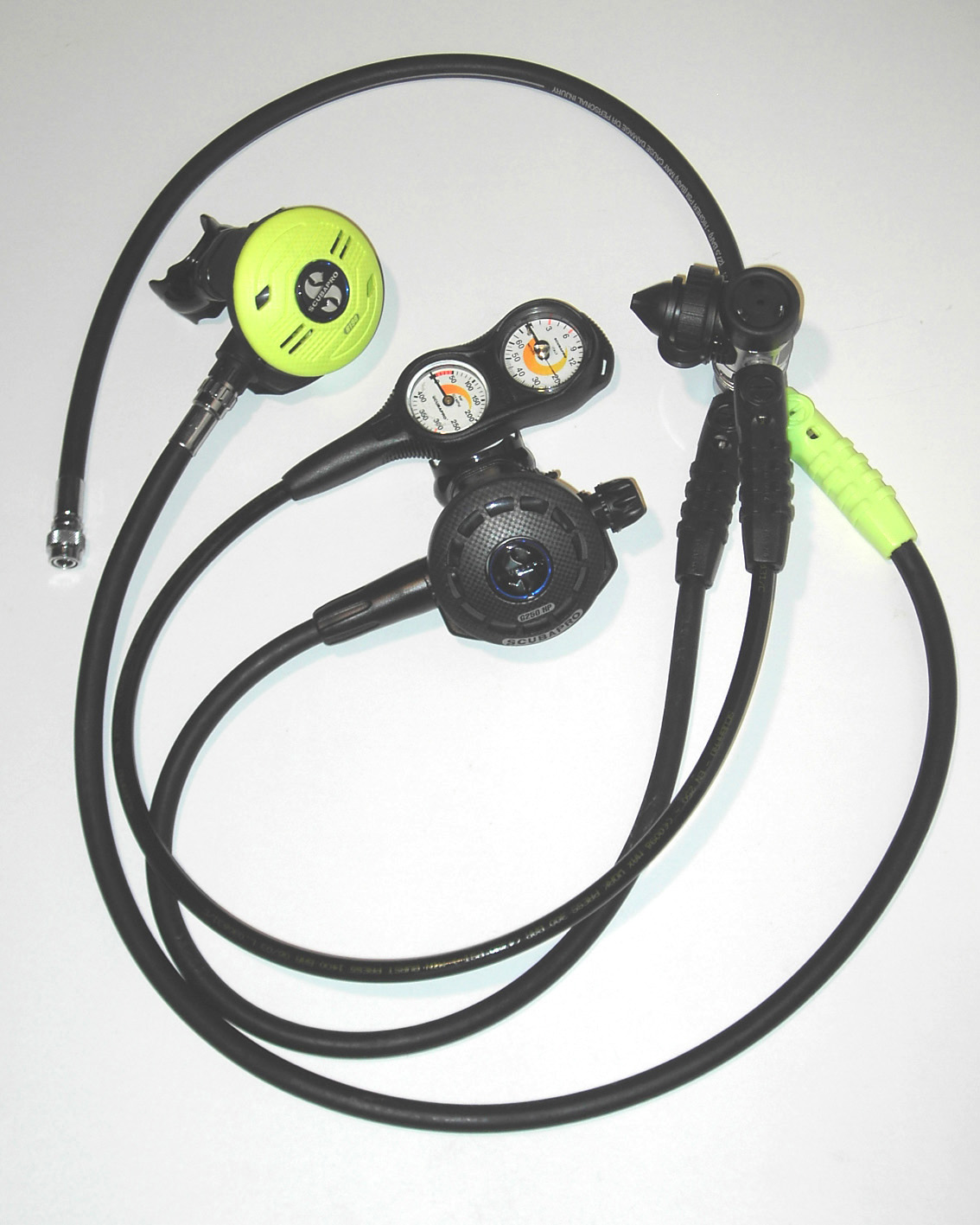

Instrumento principal que permite respirar debaixo d'água. Têm como função primária reduzir a pressão do cilindro para uma pressão intermediária no primeiro estágio e posteriormente para uma pressão respirável no segundo estágio, onde o mergulhador respira.
É constituído por uma membrana que quando o mergulhador inspira permite a passagem do ar e quando expira permite que o ar saía para o exterior através dos bigodes. Têm um debito de 1 bar à superfície. A medida que descemos na água vai compensando a pressão debitando mais ar.
Octopus(ou fonte alternativa de ar):
Usado apenas em situações de emergência, o octopus serve apenas para substituir o regulador. São em tudo idênticos, à excepção de que o octopus debita 0,5 bar.

## Cilindro de ar comprimido

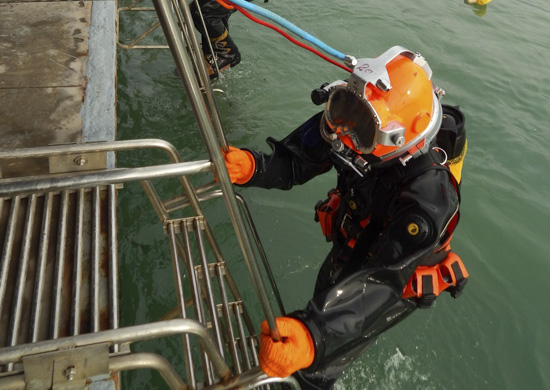
Mergulhador da Frota do Mar Negro em equipamento de mergulho SVU-5

O que diferencia a capacidade e a quantidade de ar dentro do cilindro, além naturalmente do seu tamanho é a pressão utilizada no seu enchimento.
Os cilindros mais utilizados pelos mergulhadores, pesam de doze a quinze quilogramas e armazenam aproximadamente 2400 litros de ar comprimido. O mecanismo que permite respirar debaixo de água é o regulador.
Cada tipo de cilindro possui uma "pressão de trabalho", sendo este o limite operacional para o seu enchimento.
Como o próprio nome diz, trata-se do mesmo ar respirado na superfície(21% de O2, 79% de N2), que é filtrado e retirada a umidade antes da compressão no cilindro. Para alguns tipos de mergulho é possível encher os cilindros com outros tipos de mistura de gases (p. ex. nitrox, trimix, etc), sendo exigido conhecimento técnico específico do mergulhador.
Obrigatoriamente, quando o cilindro é cheio com outro tipo de mistura gasosa, diferente do ar comprimido, deve apresentar identificação visual própria, alertando o mergulhador do seu conteúdo.
O cilindro é tipicamente construído em aço, havendo ainda construídos em alumínio para os tornar mais leve.

## Roupa
As roupas de mergulho  evitam a perda do calor do corpo e protegem a pele contra queimaduras de corais, animais venenosos ou cortes.
São em muitos casos feitos de neoprene, um tipo de borracha que contém milhares de minúsculas bolhas em seu interior.
Existem três tipos de roupas de mergulho: úmida, seca e semisseca.
A roupa úmida permite a entrada de água, que ao entrar em contato com a pele, cria uma camada isolante que protege o mergulhador da perda de calor para o meio. São geralmente feitos com neoprene e variam de 2,5mm a 7mm de espessura.
A roupa seca, não permite a entrada de qualquer água, mantendo o mergulhador completamente seco. São geralmente feitos numa malha de nylon de alta densidade. Dispõem de válvula que permite inflar ou desinflar a roupa e requer formação técnica para que possa ser utilizada.
A roupa semisseca permite a entrada de um pouco de água que se mantém ao longo de todo o mergulho. São geralmente feitos com neoprene de 5mm a 7mm.

## Faca de mergulho

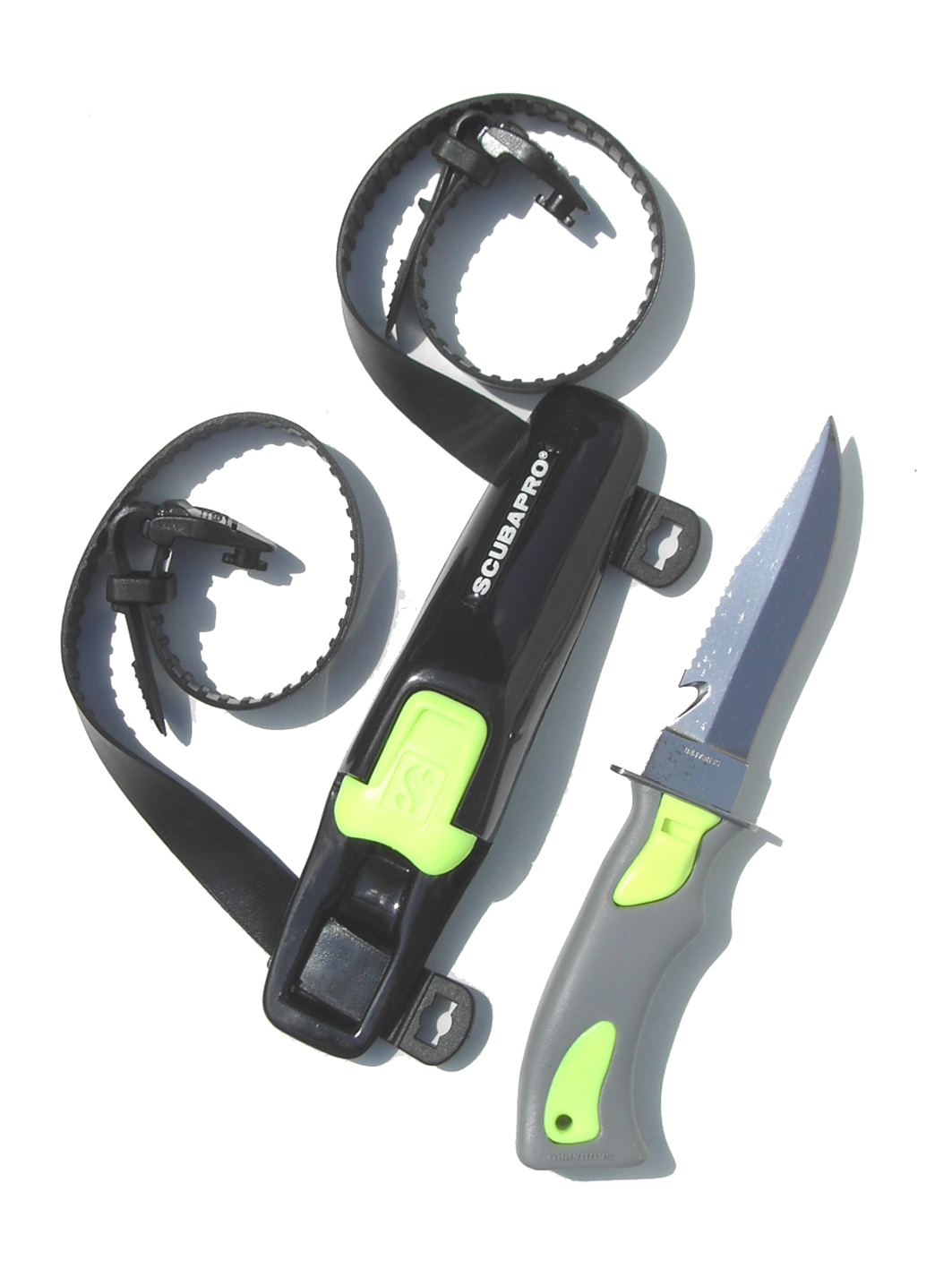

A faca de mergulho é considerada um item de segurança no mergulho. Caso o mergulhador fique enroscado no fundo em alguma corda, linha ou rede de pesca, a faca será fundamental para livrá-lo da dificuldade.
A faca de mergulho ainda pode ser utilizada como martelo, chave de fenda, serra e até mesmo como unidade de medida.
Seu uso no mergulho, principalmente autônomo, não deve ser para afetar seres marinhos. Entretanto, na prática de caça-submarina através de mergulho livre, a faca é útil para cortar e retirar peixes capturados.

### Tamanho
Existem facas de tamanhos variados, algumas pequenas que permitem ficar presas ao colete equilibrador e outras maiores que normalmente são presas na perna.
Com o objetivo de ser apenas uma ferramenta durante o mergulho, facas grandes podem se tornar um incômodo. Por outro lado, as opções reduzidas não são tão efetivas para determinadas tarefas.

### Lâmina
Normalmente são feitas de aço inoxidável (ligas 306, 420, 440, etc) ou titânio. As lâminas de aço inoxidável apresentam maior dureza do que as de titânio mas são mais susceptíveis à corrosão pela água do mar. Quanto maior o número da liga do aço inoxidável, maior sua capacidade de reter o fio de corte, mas menor sua resistência à corrosão.
As lâminas podem ter mais de uma forma de fio de corte em cada lado.
As mais comuns apresentam um lado da lâmina 'liso', para cortes de pequenos cabos e outro lado serrilhado, para cortar linhas de nylon mais grossas ou outros cabos maiores.
O ideal é que a lâmina não tenha ponta para evitar acidentes na sua utilização mas há casos em que uma ponta é realmente necessária.

### Bainha
O local de armazenagem da faca de mergulho é importante em determinar sua facilidade de utilização em momentos de necessidade.
O ideal é que permita um desengate rápido da faca, de preferência com apenas uma mão, mas que seja segura o suficiente para não soltar a faca durante um resvalar qualquer.
Algumas opções de bainhas incluem a possibilidade de serem presas à perna do mergulhador, ao cinto ou ao colete equilibrador.

### Manutenção
A faca de mergulho também exige manutenção para preservar o fio de corte e evitar acentuação da corrosão.
É recomendado que após cada mergulho, ela seja lavada com água doce para retirar todo o sal.
Pode-se utilizar também silicone em spray na lâmina para ajudar na conservação, mas ele será rapidamente removido no próximo mergulho.

## Lanterna
De uso obrigatório nos mergulhos noturnos, quando inclusive se exige mais de uma lanterna como equipamento de segurança, é também utilizada durante o dia para melhor visualização do interior de tocas.

## Computadores
O uso de computadores até pouco tempo atrás restrito aos mergulhadores profissionais, hoje é equipamento bastante útil aos mergulhadores amadores.
Consiste num equipamento eletrônico que aponta a profundidade em que mergulhador se encontra, elaborando cálculos de forma extremamente rápida, apontando imediatamente o tempo que o mergulhador poderá ficar naquela profundidade sem a necessidade de submeter-se a paradas descompressivas.
Elabora também cálculos para mergulho descompressivo, apontando o número de paradas, a profundidade e o tempo exigido para a eliminação do nitrogênio residual, evitando-se assim a ocorrência da doença descompressiva.
Indica ainda os intervalos de tempo de superfície, calcula o tempo de mergulhos sucessivos e alerta para impossibilidade de voar logo após alguns mergulhos, dependendo da profundidade atingida e do tempo de duração.
Possuem ainda alarme de velocidade de subida e um log book, com a marcação dos últimos mergulhos (tempo e profundidade máxima atingida).
Alguns modelos possuem ainda comunicação direta com o cilindro de ar, permitindo ao mergulhador saber em tempo real a quantidade de ar restante, calculando-se a autonomia do mergulho para aquela profundidade.